# Linchamento

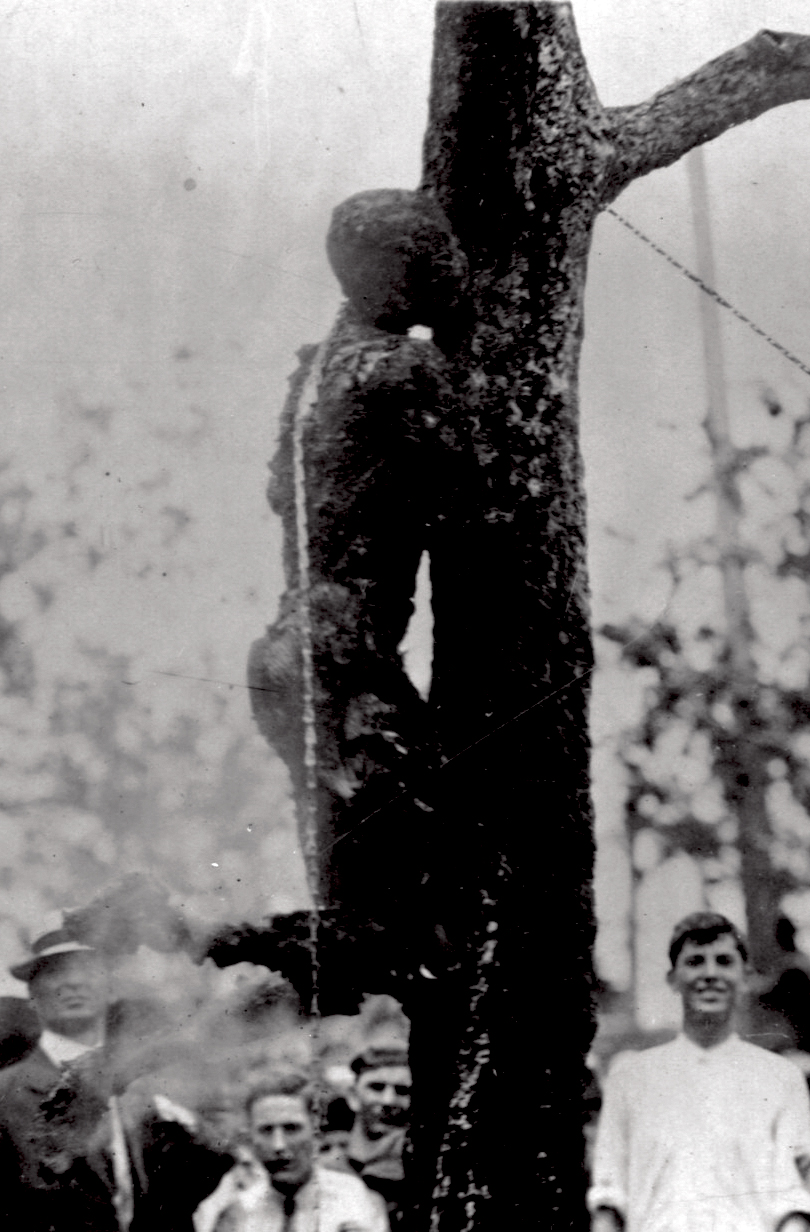
Corpo de Jesse Washington dependurado numa árvore após ser cruelmente queimado em 15 de maio de 1916 por moradores da cidade de Waco, no Texas, Estados Unidos.

Linchamento, linchagem ou lei de Lynch é o assassinato de uma ou mais pessoas cometido por uma multidão com o objetivo de punir um suposto transgressor ou para intimidar, controlar ou manipular um setor específico da população. O fenômeno está relacionado a outros meios de controle social, mas tem a característica de se tornar um tipo de espetáculo público.
Os linchamentos, geralmente, são mais frequentes em tempos de tensão social e econômica e, muitas vezes, têm sido vistos como uma forma encontrada por grupos dominantes para reprimir adversários. No entanto, este tipo de assassinato também resulta de preconceitos de longa data e práticas de discriminação que condicionaram as sociedades a aceitar esse tipo de violência como práticas normais de "justiça popular".
Embora a opressão racial nos Estados Unidos tenha dado ao linchamento sua forma atual, a execução imposta pela população não é exclusiva da América do Norte, visto que também é encontrada em todo o mundo, principalmente quando populares agem para punir as pessoas que se comportarem fora dos limites socialmente aceitáveis naquela região. Além disso, casos deste tipo já eram registrados nas sociedades anteriores à colonização europeia da América.
O linchamento constitui um fenômeno violento de difícil conceituação, pela multiplicidade dos aspectos envolvidos; sendo assim, sua definição tem gerado muitas controvérsias; contudo, algumas características do linchamento são comuns em diversos estudos e podem ser descritas sem grande ambivalência. Deste modo, os linchamentos são crimes cometidos por cidadãos em uma multidão, contra uma pessoa ou grupos menores que romperam uma norma social preestabelecida.

## Etimologia
A origem do termo é controversa. Alguns atribuem a Charles Lynch (1736–1796), fazendeiro e juiz de paz do estado da Virgínia, Estados Unidos, que, durante a Revolução Americana, presidiu um tribunal informal criado para punir de forma sumária os legalistas. Todavia, outros creditam a William Lynch (1742–1820), militar e fazendeiro estadunidense do Condado de Pittsylvania, também na Virgínia, responsável por estabelecer um tribunal privado que julgava, condenava e matava aqueles praticassem crimes.

## Histórico

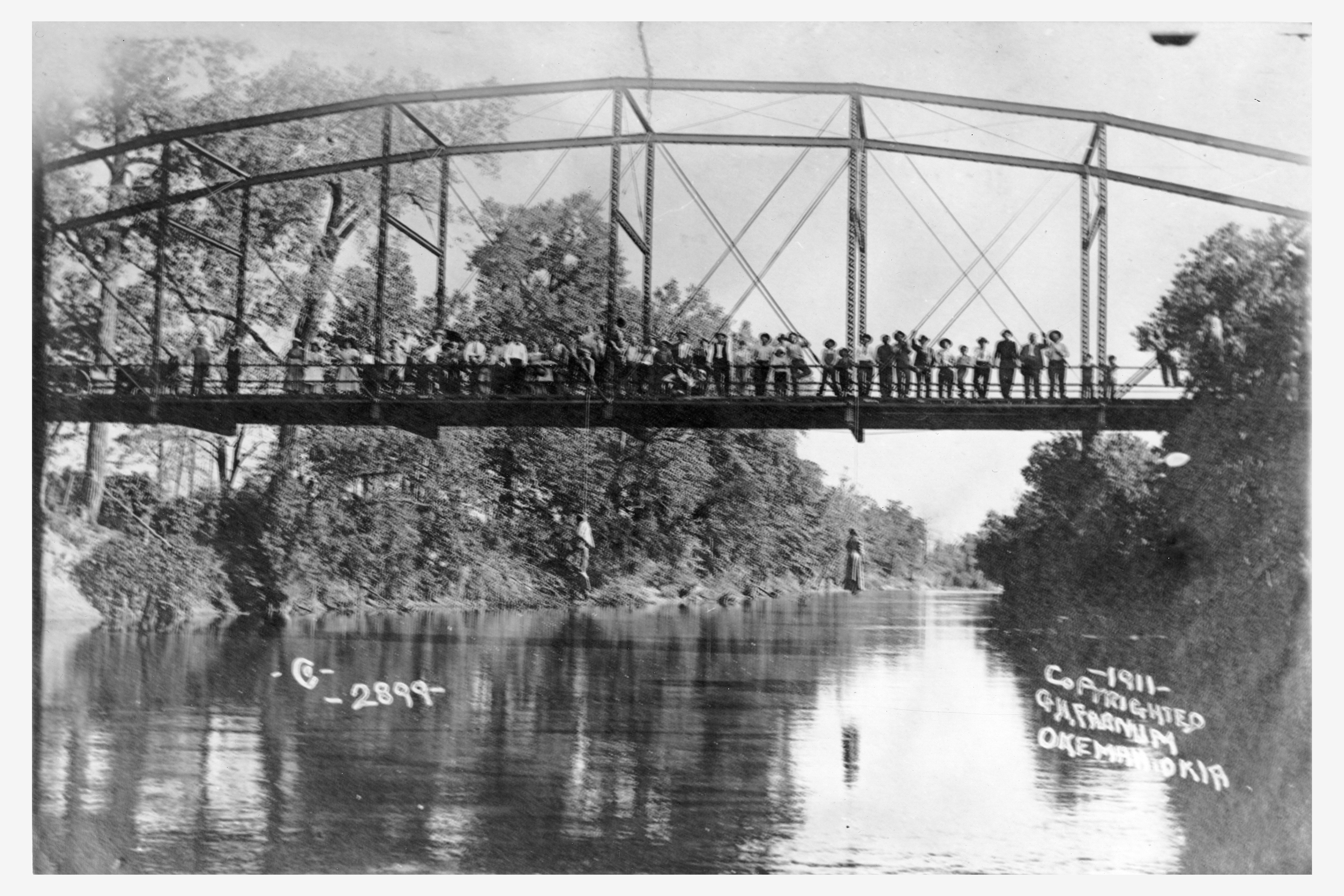
O linchamento de Laura e Lawrence Nelson em Okemah, Oklahoma em 25 de maio de 1911; quando mãe e filho foram enforcados numa ponte.

Apesar dessa paternidade reconhecida a Charles ou William Lynch, a prática de assassinato por uma multidão após uma paródia de justiça já ocorria na Idade Média na Europa e, no século XIX, na Irlanda e na Rússia.
Na Antiguidade são inúmeros relatos de linchamentos promovidos aos auspícios da lei. Entre os judeus a lapidação — o apedrejamento pela multidão — era uma penalidade aplicada em diversos casos, tais como o adultério feminino e a homossexualidade masculina, dentre outros. Dois casos célebres de lapidação são narrados no Novo Testamento — o da mulher adúltera, evitado por Jesus Cristo e o de Santo Estêvão.
Também se pode ver a origem deste procedimento excepcional em:
- o procedimento conhecido como Vehmgerichte da Idade Média alemã,
- os procedimentos conhecidos como Lydford law, lei da forca ou Halifax law, Cowper justice e Jeddart justice na Grã-Bretanha durante o período revolucionário, que se caracterizava por uma parte da comunidade se apropriar da ideia de justiça e a pôr em ação contrariamente às leis do reino.

Entretanto, é a pena de morte por enforcamento e praticamente sem julgamento que reteve tal denominação.
Nos Estados Unidos, antes da Guerra Civil Americana, o linchamento era usado principalmente contra defensores dos direitos civis, ladrões de cavalos e trapaceiros. No entanto, por volta de 1880, seu uso se expandiu para grupos de status social supostamente mais baixo, como negros, judeus, índios e imigrantes asiáticos.
A prática do linchamento ficou particularmente associada ao assassinato de negros no sul dos Estados Unidos no período anterior às reformas dos direitos civis da década de 1960. Menos de 1% dos participantes de linchamentos nos Estados Unidos foram presos. Mais de 85% dos estimados 5000 linchamentos do período posterior à guerra civil ocorreram nos estados do sul do país, mas o problema era nacional, com um ápice em 1892, quando 161 negros foram linchados.

## Brasil
No Brasil, casos de linchamentos acontecem com relativa frequência em relação a outros países, atingem populações mais pobres e geralmente ocorrem, assim como no resto do mundo, quando alguém pratica (ou é suspeito de ter praticado) algum crime considerado intolerável pela sociedade, como estupro, homicídio, latrocínio, sequestro, roubo e lesão corporal grave, como acidente de trânsito, por exemplo. Os motivos para esses atos permanecem os mesmos desde a década de 1980: 25% dos casos de linchamento em São Paulo no período entre 1980 e 2009 foram motivados por roubo e/ou sequestro relâmpago e 17% por homicídio. No entanto, segundo dados do Núcleo de Estudos da Violência da Universidade de São Paulo (NEV/USP), o número de casos deste tipo tem caído no país pelo menos desde os anos 1980. Em 1991, por exemplo, foram registrados 148 linchamentos em todo o país, enquanto em 2006 houve 9 registros.
Entre as principais razões para os linchamentos no país estão a ineficiência ou falta de presença do governo e a baixa qualidade dos serviços fornecidos pelo Estado, como educação e segurança pública. Outro fator preponderante é o chamado "efeito copycat", quando linchamentos são filmados e exibidos na imprensa e/ou na internet, causando um aumento do número de casos do tipo.
Linchamentos são mais vistos onde a violência é mais comum e a população não acredita no poder da polícia, resolvendo fazer "justiça com as próprias mãos", ignorando por completo o princípio da proibição da autotutela, o qual garante o direito exclusivo do Estado como garantidor da lei, da ordem social e da justiça. No Brasil, os linchamentos já apresentaram, sobretudo no século XIX, uma conotação diretamente racial, como nos Estados Unidos; contudo, sua motivação foi modificada ao longo do tempo.
Assassinatos cometidos por multidões são ações motivadas por indivíduos à margem da sociedade, com medo e descrentes do poder dos aparelhos judiciais. Estas pessoas tentam, pela desumanização e morte dos "expurgos sociais", restabelecer a ordem perdida. Práticas deste tipo expressam uma cultura de hierarquização da sociedade, onde alguns grupos estão excluídos da proteção das leis e podem ser mortos, sem maiores consequências. Em suma, os linchamentos no Brasil expressam a existência de uma sociedade seletiva, que não atinge a todos de maneira igual.